# Vooruit (partia polityczna)
Naprzód (niderl. Vooruit) – belgijska niderlandzkojęzyczna partia polityczna o profilu socjaldemokratycznym, działająca na terenie Flandrii. Od 1978 do 2021 funkcjonowała pod nazwą Partia Socjalistyczna (niderl. Socialistische Partij i Socialistische Partij Anders, SP i sp.a).

## Historia
Partia powstała w 1978 w wyniku ostatecznego podziału Belgijskiej Partii Socjalistycznej na ugrupowanie walońskich socjalistów i flamandzką Partię Socjalistyczną. Ugrupowanie to do 2007 brało udział w szeregu koalicji rządowych na szczeblu federalnym (z wyjątkiem okresu 1981–1988, tj. trzech rządów Wilfrieda Martensa). Po słabym wyniku w wyborach w 2007 flamandzcy socjaliści (w przeciwieństwie do walońskich) znaleźli się w opozycji.
Jako mniejszościowy koalicjant partia wielokrotnie uczestniczyła we współtworzeniu rządów regionalnych Flandrii. Przez kilka lat współpracowała z partią SPIRIT (w tym w wyborach krajowych w 2003 i 2007), w 2008 doszło do ostatecznego rozpadu kartelu wyborczego. W 2011 powróciła do koalicji rządowej na szczeblu centralnym, uczestnicząc w niej do 2014. Do rządu federalnego flamandzcy socjaliści ponownie weszli w 2020. Pozostali w nim również po powstaniu nowego gabinetu w 2025.

## Nazwa partii
Od 1978 ugrupowanie występowało pod nazwą Partia Socjalistyczna (Socialistische Partij). W 2001 została ona uzupełniona o człon Anders (dosł. różność lub odmienność). W 2009 polityk sp.a Bert Anciaux publicznie zadeklarował, że dojdzie do kolejnej zmiany. Ostatecznie ograniczono się do przyjęcia hasła bazowego Socialisten en Progressieven Anders (dosł. zróżnicowani socjaliści i postępowcy) jako rozwinięcia akronimu partii. W 2021 socjaliści zmienili nazwę na Vooruit (dosł. naprzód).

## Wyniki wyborcze

### Wybory do Izby Reprezentantów[6]
- 1978: 12,4% głosów, 26 mandatów[7]
- 1981: 12,4% głosów, 26 mandatów
- 1985: 14,5% głosów, 32 mandaty
- 1987: 14,9% głosów, 32 mandaty
- 1991: 12,0% głosów, 28 mandatów
- 1995: 12,6% głosów, 20 mandatów
- 1999: 9,5% głosów, 14 mandatów
- 2003: 14,9% głosów, 23 mandaty – kartel wyborczy z partią SPIRIT
- 2007: 10,3% głosów, 14 mandatów – kartel wyborczy z partią SPIRIT
- 2010: 9,2% głosów, 13 mandatów
- 2014: 8,8% głosów, 13 mandatów
- 2019: 6,7% głosów, 9 mandatów
- 2024: 8,1% głosów, 13 mandatów[8]

### Wybory do Parlamentu Europejskiego
- 1979: 12,8% głosów, 3 mandaty[9]
- 1984: 17,1% głosów, 4 mandaty[10]
- 1989: 12,4% głosów, 3 mandaty[11]
- 1994: 10,9% głosów, 3 mandaty[12]
- 1999: 8,9% głosów, 2 mandaty[13]
- 2004: 11,0% głosów, 3 mandaty – kartel wyborczy z partią SPIRIT[14]
- 2009: 8,2% głosów, 2 mandaty[15]
- 2014: 8,3% głosów, 1 mandat[16]
- 2019: 9,7% głosów, 2 mandaty[17]
- 2024: 8,0% głosów, 2 mandaty[18]

## Przewodniczący
- 1978–1989: Karel Van Miert
- 1989–1994: Frank Vandenbroucke
- 1994–1998: Louis Tobback
- 1998–1999: Fred Erdman
- 1999–2003: Patrick Janssens
- 2003–2005: Steve Stevaert
- 2005–2005: Caroline Gennez (p.o.)
- 2005–2007: Johan Vande Lanotte
- 2007–2011: Caroline Gennez[19]
- 2011–2015: Bruno Tobback
- 2015–2019: John Crombez
- 2019–2023: Conner Rousseau[20]
- 2023–2024: Melissa Depraetere (p.o.)
- od 2024: Conner Rousseau[21]